# Enoch Arden (film fra 1915)
Enoch Arden er en amerikansk stumfilm fra 1915 af Christy Cabanne.

## Medvirkende
- Alfred Paget som Enoch Arden
- Lillian Gish som Annie Lee
- Wallace Reid som Phillip Ray